# Produzione dello zucchero
Il procedimento di produzione dello zucchero consiste nell'estrazione del saccarosio (commercialmente detto "zucchero") dai vegetali.
Il saccarosio in natura è presente in moltissime specie vegetali, mentre le specie impiegate nell'industria sono la canna da zucchero (che contiene saccarosio al 7-18% in peso) e, dal XIX secolo, la barbabietola da zucchero (che ne contiene in ragione dell'8-22% in peso). La produzione di zucchero da altre fonti, quali ad esempio l'acero e la palma da dattero, riveste un ruolo minoritario.
Tale processo di produzione varia a seconda della materia prima utilizzata, alle parti della pianta impiegate nell'estrazione e al grado di impurezze da rimuovere o lavorare.
Dal processo di produzione dello zucchero si ottiene anche la melassa.

## Produzione dello zucchero di canna

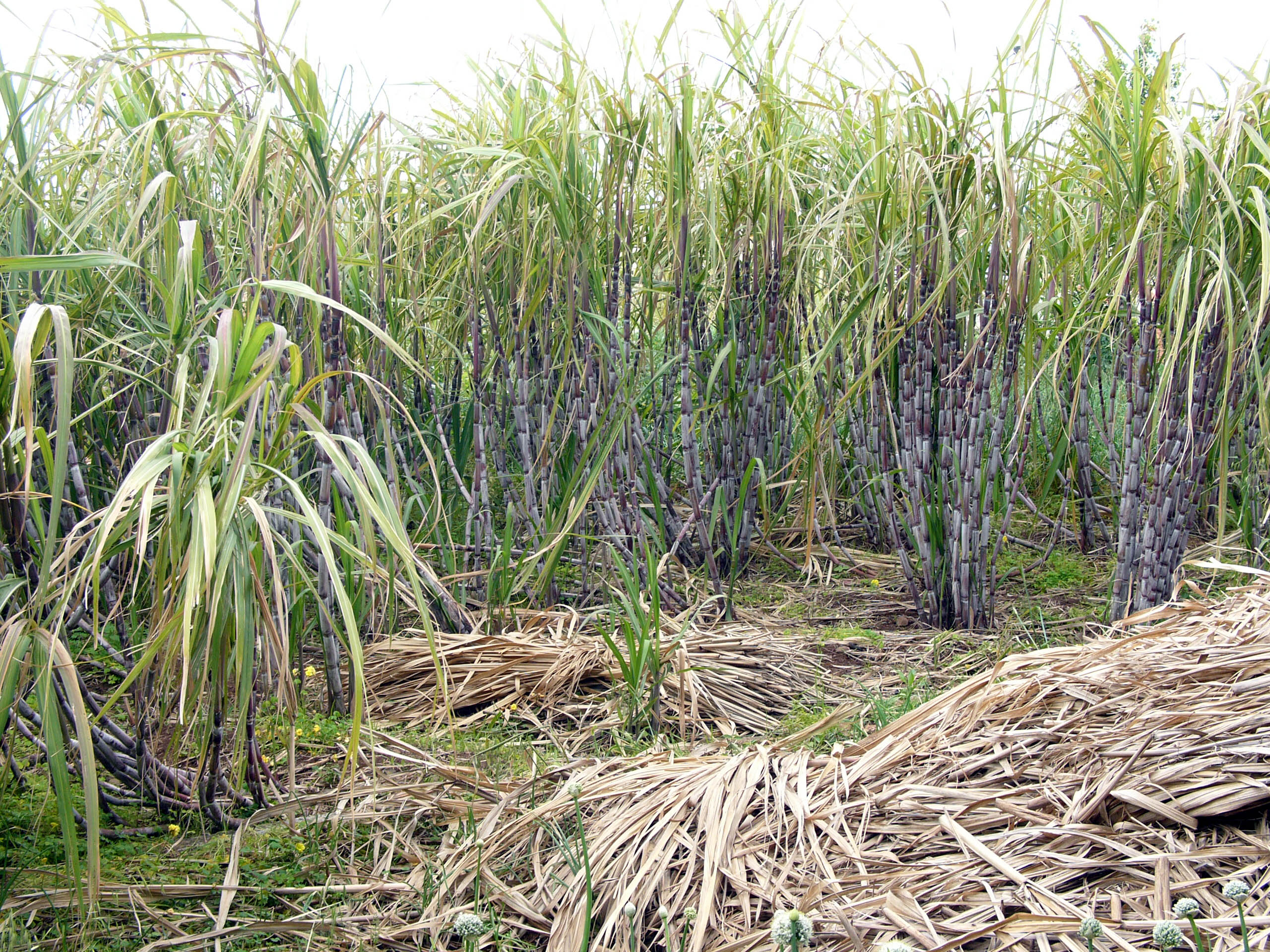
Piantagione di canna da zucchero a Madeira.

La produzione dello zucchero di canna consiste nell'estrazione del saccarosio dalla canna da zucchero spogliata delle foglie ed è tradizionalmente costituita da due fasi principali:
- estrazione dello zucchero grezzo mediante macinazione della canna;
- sbiancamento dell'estratto per ottenere zucchero raffinato, con un contenuto in saccarosio del 99%.

I primi complessi integrati per la produzione dello zucchero sorsero nell'isola di Madera e poi si svilupparono enormemente nel Nordest del Brasile, dove nacquero come engenhos. Man mano le raffinerie si sono situate poi più vicino ai luoghi di consumo del prodotto finito in Europa, Nordamerica e Giappone. Le due fasi stanno lentamente combinandosi: infatti l'incremento di domanda dello zucchero fa sì che le due fasi vengano eseguite nei medesimi stabilimenti in modo da azzerare i tempi di trasporto tra uno stabilimento e l'altro.
Le operazioni di trattamento della canna da zucchero possono provocare esplosioni di polveri, per cui si rende necessaria l'installazione di dispositivi anti-scintilla in molti stabilimenti di macinazione in modo da prevenire tali disastri.

### Approvvigionamento

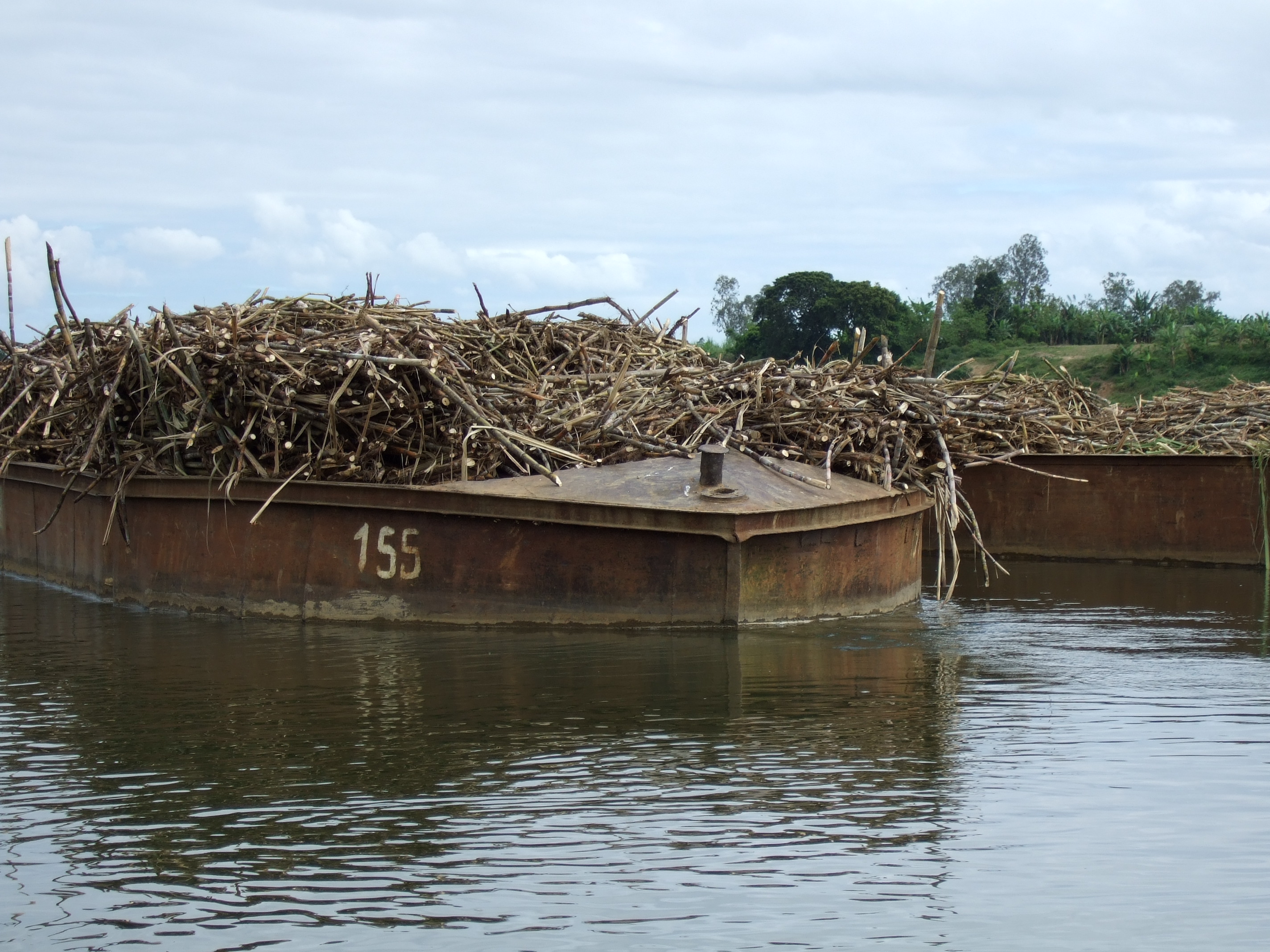
Trasporto di canne da zucchero su barca.

Dapprima le canne devono essere sfogliate, operazione difficile da effettuare meccanicamente, quindi viene incendiato il campo con le canne mature. Successivamente le canne vengono tagliate con macchinari o a mano e viene eliminato lo stelo che è ricco di impurità. Poi vengono tagliate in dimensioni che dipendono dal macchinario presente in fabbrica e trasportate. Lo stoccaggio non deve superare le ventiquattro ore.

### Macinazione

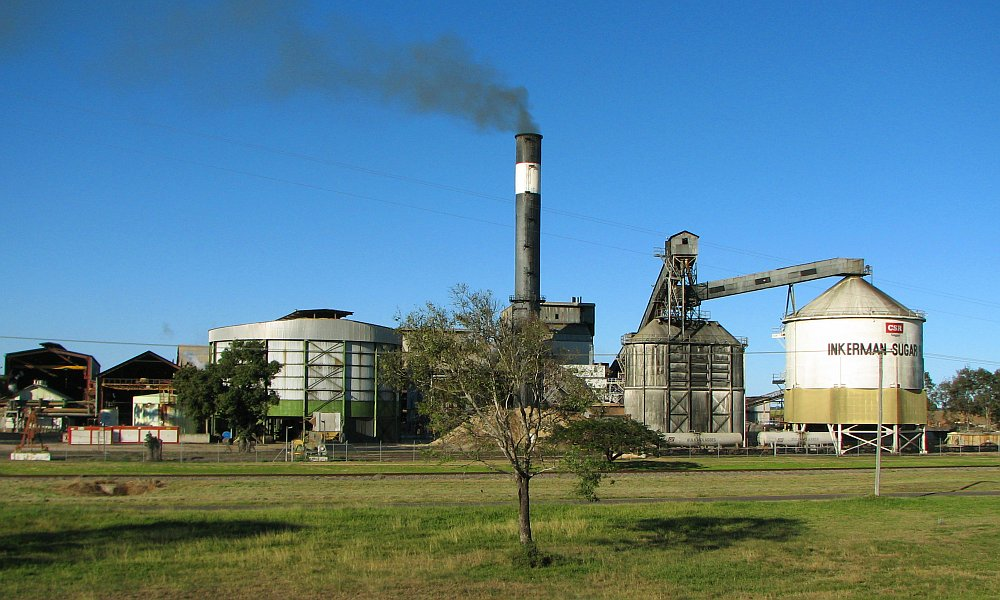
Uno stabilimento della Inkerman per la macinazione della canna da zucchero in Australia

La canna da zucchero, già privata delle foglie al momento del raccolto, viene sottoposta a lavaggi multipli per eliminare le scorie ed i parassiti. Quindi le canne vengono tagliate e sottoposte all'azione di coltelli rotanti per essere sminuzzate.

### Estrazione del succo
Dopo queste operazioni i ritagli di canna vengono ripetutamente sottoposti a fasi alterne di macerazione in acqua e torchiatura meccanica da rulli, chiamati mulini, fino all'estrazione per spremitura di una soluzione (detta melassa o "sugo") contenente circa il 10-15% di saccarosio. I mulini sono formati da tre cilindri: uno superiore e due inferiori. Le canne frantumate passano prima tra il cilindro superiore e il primo inferiore, poi tra quello superiore e il secondo inferiore. Generalmente si usano 4-5 mulini.
Il "sugo" così ricavato è pronto per la fase di raffinazione.
I residui solidi, scorze e fibre che costituiscono il 25-30% della massa iniziale della canna lavorata, sono detti "bagasse" e vengono utilizzati in gran parte come combustibile per generare vapore (spesso utilizzato nello stesso stabilimento per la raffinazione) e in parte come materia prima per la produzione di carta.

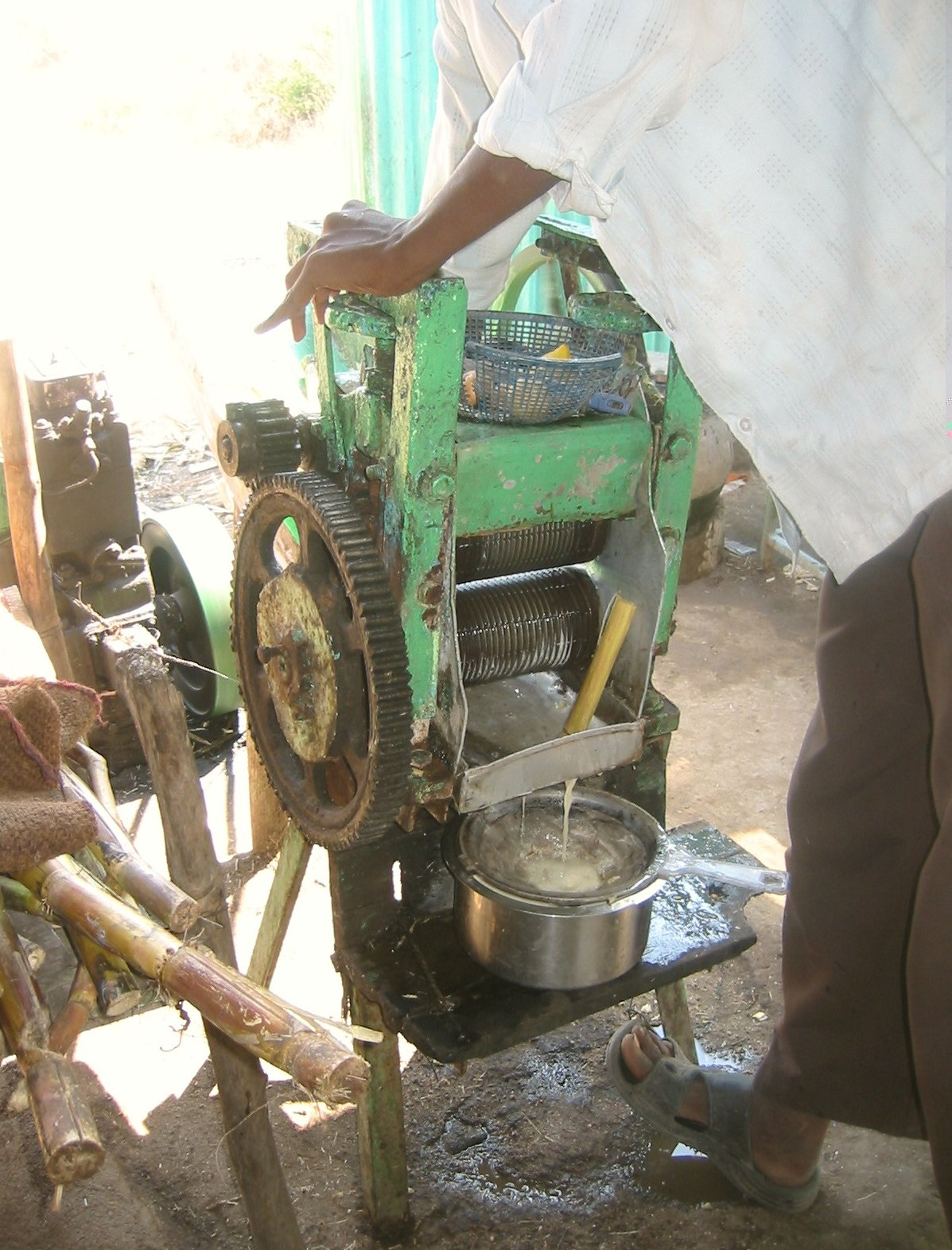
Spremitura delle canne.

### Raffinazione

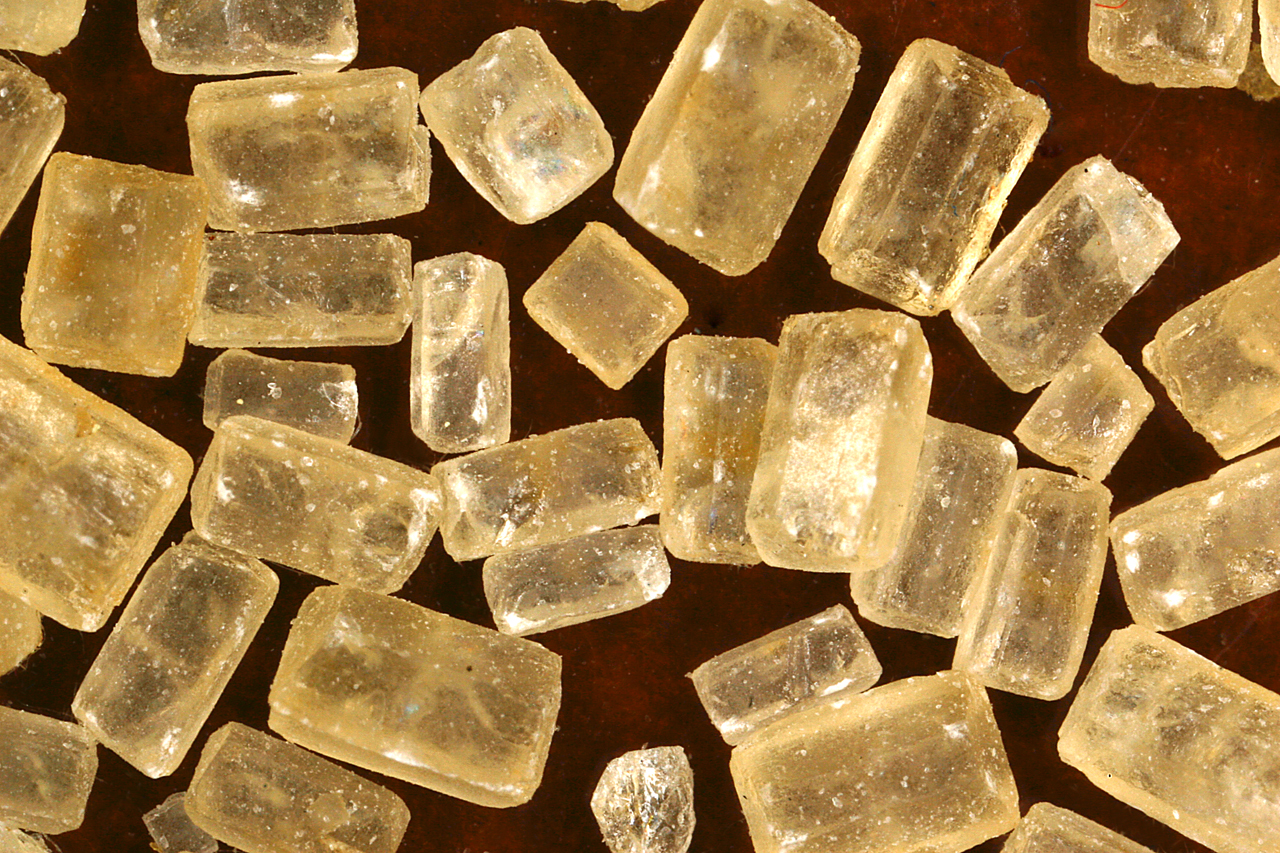
Cristalli di zucchero di canna ingranditi

Dall'estrazione si ottiene un succo ricco di impurità: sali minerali, acidi organici (malico, ossalico, citrico e tartarico), basi azotate, composti fosforati e colloidi di origine vegetale. Inoltre i sughi presentano una colorazione intensa: il sugo di canna è verde-nero, quello di barbabietola è blu-nero, con la depurazione si ottiene un sugo giallo più o meno intenso.
La raffinazione purifica ulteriormente lo zucchero greggio. Esso viene dapprima miscelato con sciroppo grezzo e quindi centrifugato in un procedimento detto di "affinamento". Il suo scopo è quello di asportare la pellicola che ricopre esternamente i cristalli di saccarosio, che è meno pura della parte interna. Ciò che rimane dopo questo "lavaggio" viene sciolto facendone uno sciroppo contenente circa il 60% di saccarosio. La soluzione viene chiarificata (nel caso dello zucchero bianco) con aggiunta di acido fosforico e con idrossido di calcio fino a pH alcalino (7,5-8), che precipitano sotto forma di fosfato di calcio. Le particelle di fosfato di calcio "intrappolano" alcune impurità e ne assorbono altre e quindi risalgono in superficie, formando sul filtro un pannello o schiuma che può essere facilmente scremato via. Il sugo purificato ha pH neutro.
Un procedimento alternativo è quello della "carbonatazione", cioè l'utilizzo di anidride carbonica (al posto dell'acido fosforico) e idrossido di calcio, che producono un precipitato di carbonato di calcio.

### Concentrazione del succo

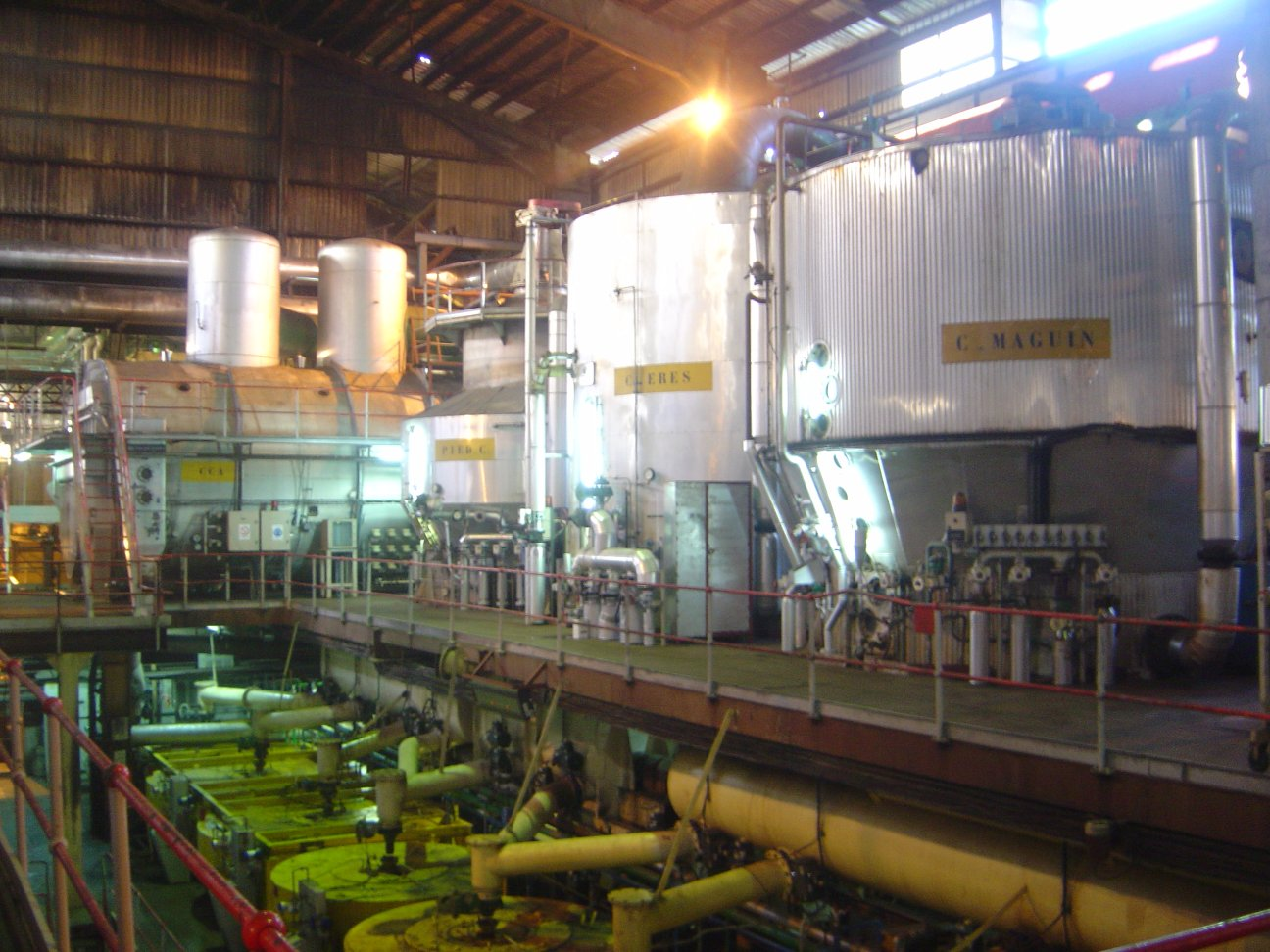
Interno di uno zuccherificio.

Il succo che contiene un massimo di 15% di saccarosio deve essere concentrato fino al 60-65% (sciroppo). Questa operazione avviene con un sistema di concentrazione sottovuoto in multiplo effetto. In questa fase occorrono ingenti quantità di vapore che viene prodotto in fabbrica da una caldaia (vapore a 30 bar) e deve smaltire una enorme quantità di condense che permettono però un recupero di calore.
Se il sugo concentrato non viene inviato immediatamente alla cristallizzazione ma stoccato per la lavorazione in tempi successivi, deve essere concentrato fino al 68-70% ed avere un pH alcalino (intorno a 8,5-9,0) altrimenti ne è impossibilitata la conservazione a causa del fenomeno della fermentazione alcolica.

### Cristallizzazione dello zucchero

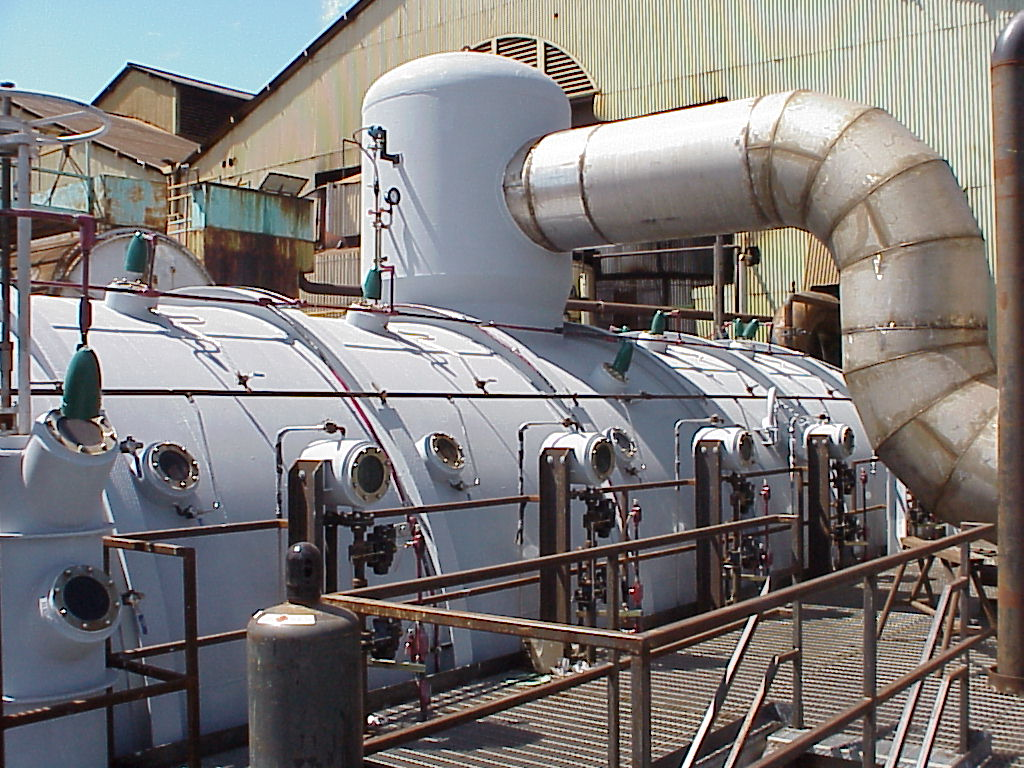
Apparecchiatura impiegata per la cristallizzazione dello zucchero.

La cristallizzazione avviene in apparecchiature discontinue chiamate bolle di cottura, che sono grossi recipienti con un sistema di riscaldamento a fascio tubiero. All'apparecchiatura giunge lo sciroppo che viene sottoposto a basse pressioni, in modo da provocare la sovrassaturazione della soluzione e la conseguente precipitazione del saccarosio disciolto. Durante tale processo viene aggiunto all'interno dell'apparecchiatura una piccola quantità di zucchero macinato per fornire i germi di cristallizzazione e in modo da avere il controllo sulla granulometria del prodotto finito. Per nutrire i cristalli, si aggiunge altro sciroppo, mantenendo il riscaldamento.
L'intero processo si conduce a una temperatura inferiore a 80 °C e sottovuoto. Dalla bolla di cottura si ottiene un miscuglio di cristalli e acque madri al 50% in cristalli chiamato massa cotta. La massa cotta viene mandata a una centrifuga, da cui si separa uno zucchero di prima qualità e uno scolo verde; lo scolo viene concentrato, cristallizzato e centrifugato di nuovo per dare lo zucchero di seconda qualità (brown sugar) e la melassa. La melassa è una soluzione acquosa di saccarosio dove lo stesso non può più essere cristallizzato. Generalmente poi tutto lo zucchero viene mescolato.
Quando ulteriori procedimenti di raffinazione sulla parte residua dei vari processi non sarebbero più economicamente convenienti, la melassa finale contiene ancora tra il 20 ed il 30% di saccarosio e tra il 15 e il 25% di glucosio e fruttosio.

### Decolorazione
Lo zucchero ottenuto dalla cristallizzazione è di un colore giallo più o meno carico; dato che l'industria alimentare e il consumatore richiedono uno zucchero bianco, occorre un processo di raffinazione. La decolorazione dello zucchero si effettua mediante centrifugazione in un idroestrattore, ove una volta introdotta la massacotta, tramite forza centrifuga avviene la separazione tra l'acqua contenuta nello scolo madre ed i cristalli di zucchero formati nella precedente opera di cottura in bolla. Successivamente spruzzi di acqua calda contribuiscono a decolorare i cristalli di zucchero.
Per produrre lo zucchero granulare che non si compatti in zolle, esso deve dapprima essere trattato a caldo in essiccatoi rotanti e successivamente raffreddato con correnti di aria fredda per più giorni.

### Ribbon cane
La Ribbon cane è un tipo di canna da zucchero che una volta era ampiamente coltivata negli stati meridionali degli USA, fino alla Carolina del Nord. Il succo veniva estratto con macine azionate da muli o da cavalli, quindi veniva bollito, come lo sciroppo d'acero, in un recipiente piatto, ed era usato come dolcificante in forma liquida. La coltivazione ora è limitata a ridotte estensioni.

### Produzione mondiale

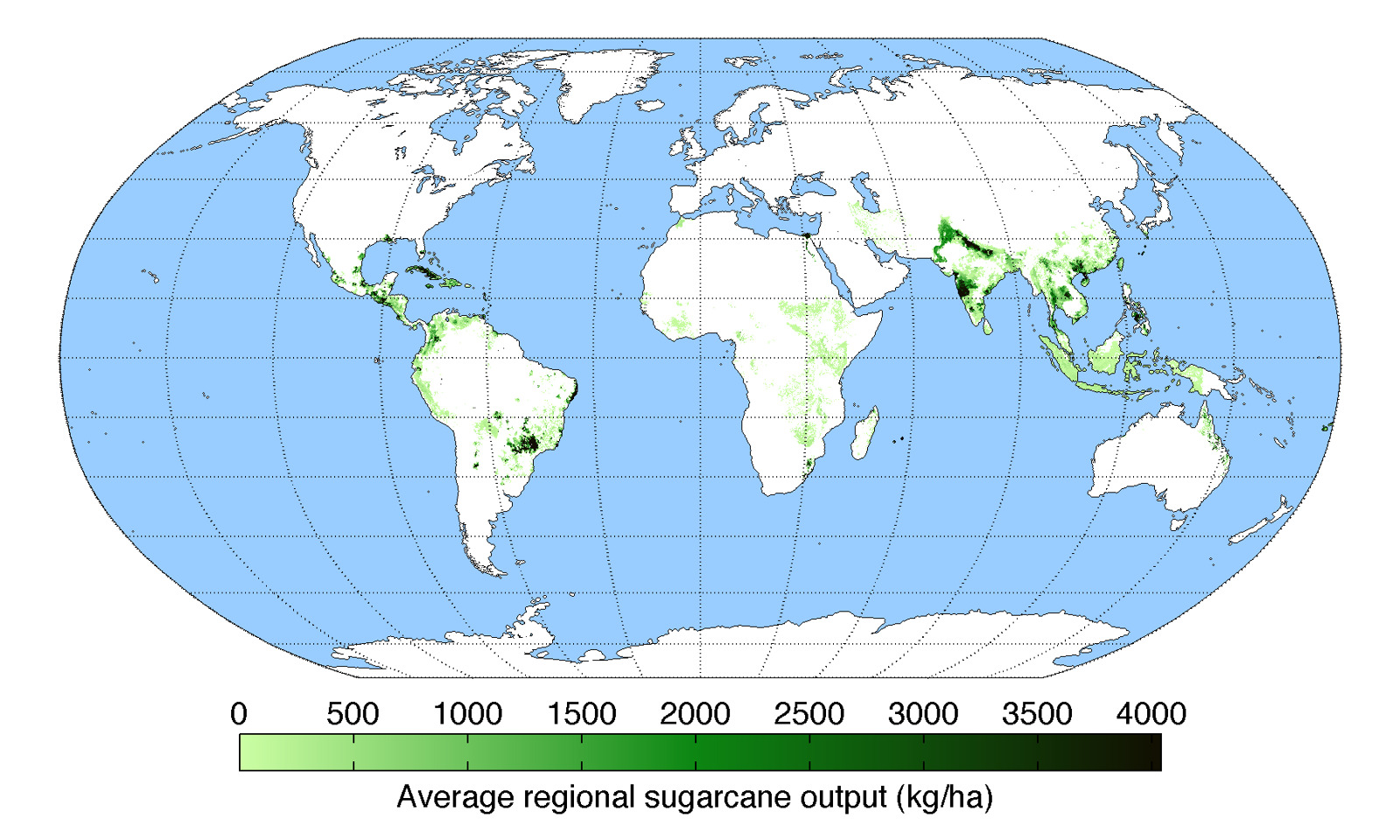
Distribuzione delle aree di produzione di zucchero di canna nel mondo

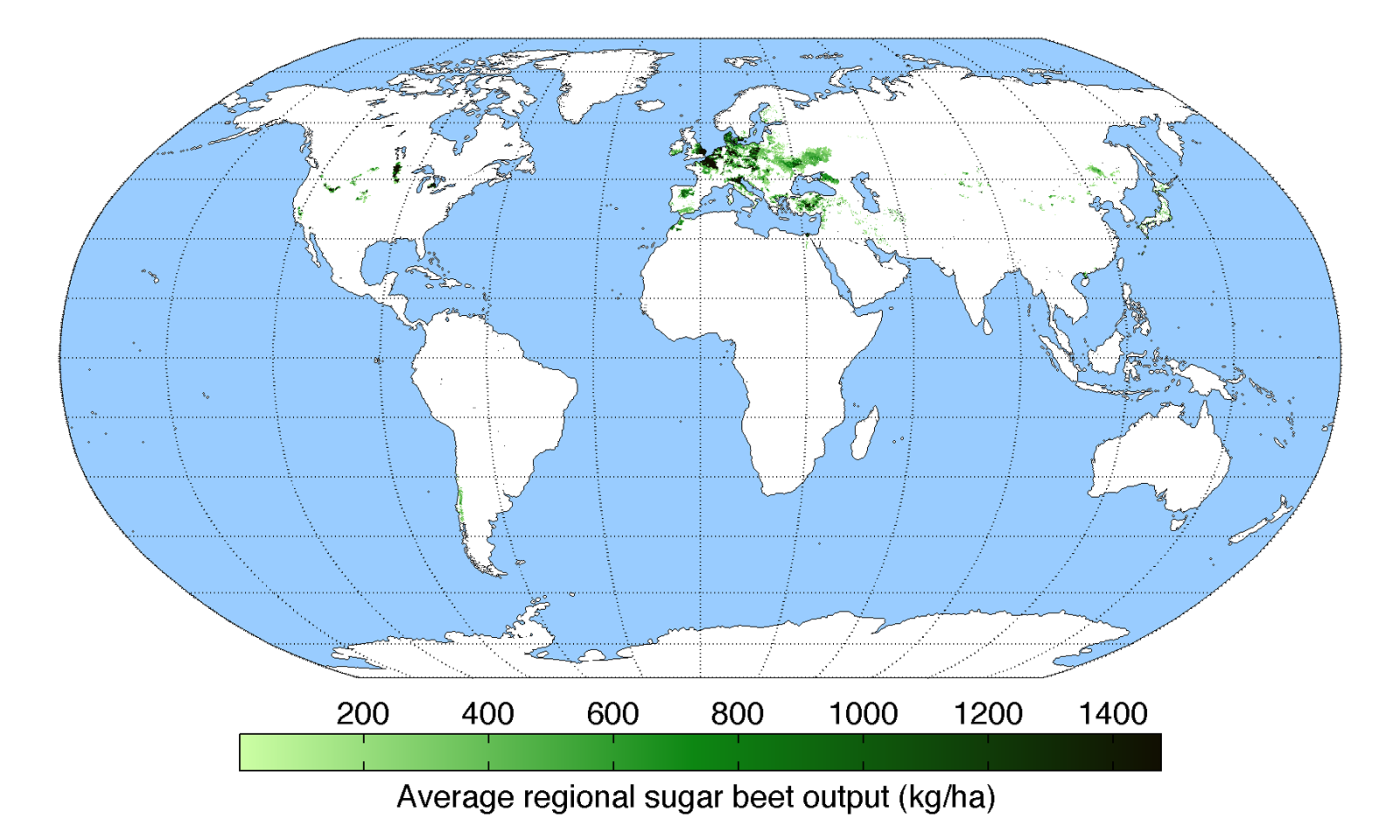
Distribuzione delle aree di produzione di zucchero da barbabietola nel mondo

| I dieci maggiori produttori mondiali - 2018 | I dieci maggiori produttori mondiali - 2018 | I dieci maggiori produttori mondiali - 2018 |
| --- | ------------------------------------------- | ------------------------------------------- |
| Paese | Produzione (Tonnellate)                     | Note                                        |
| Brasile | 746.828.157                                 |                                             |
| India | 376.900.000                                 | F                                           |
| Cina | 108.097.100                                 |                                             |
| Thailandia | 104.360.867                                 |                                             |
| Pakistan | 67.173.975                                  |                                             |
| Messico | 56.841.523                                  |                                             |
| Colombia | 36.276.860                                  |                                             |
| Guatemala | 35.568.207                                  |                                             |
| Australia | 33.506.830                                  |                                             |
| Stati Uniti | 31.335.984                                  |                                             |
| Mondo | 1.907.024.732                               | A                                           |
| P = cifre ufficiali, F = stime FAO, * = Non-ufficiali/Semi-ufficiali/dati speculari, C = Cifre calcolate A = Aggregati (possono comprendere cifre ufficiali, semi-ufficiali o stimate); Fonte: Food And Agricultural Organization of United Nations: Economic And Social Department: The Statistical Division Archiviato il 19 giugno 2012 in Internet Archive. |                                             |                                             |

In India, gli stati di Uttar Pradesh (38.57 %), Maharashtra (17.76 %) e Karnataka (12.20 %) guidano il paese nella produzione di canna da zucchero.
Negli Stati Uniti, la canna da zucchero viene coltivata per la produzione industriale dello zucchero in Florida, Hawaii, Louisiana, e Texas.

## Produzione dello zucchero di barbabietola

### Approvvigionamento

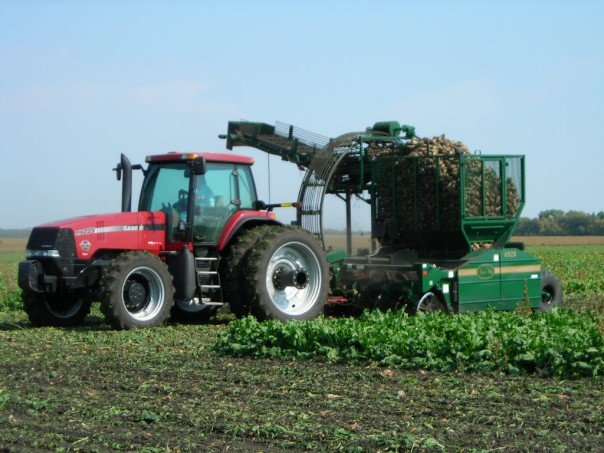
Raccolta di barbabietole.

Le piante, seminate intorno a febbraio-marzo, sono raccolte intorno ad agosto-settembre, con macchinari che recidono anche il colletto e vengono caricate su camion diretti allo zuccherificio. Le barbabietole possono anche essere conservate per settimane (in cumuli ai bordi dei campi), il che però causa il degrado del prodotto con perdita di zuccheri, in quanto appena dopo lo sradicamento inizia il processo di fermentazione. In particolare, a seconda delle condizioni climatiche, si ha una perdita di contenuto zuccherino attorno allo 0,015–0,020% in peso al giorno.
Insieme alle radici sono presenti anche terra, sassi e talvolta parti metalliche che costituiscono nel loro insieme la cosiddetta tara del carico, che a volte arriva anche al 50% del peso. Quando il carico arriva in fabbrica è quindi necessaria una grossa opera di pulizia che consiste in: lavaggio, eliminazione pietre e purga magnetica; la terra accumulata in fabbrica rappresenta talvolta un gravoso problema di smaltimento: si stima che per ogni 500.000 tonnellate di barbabietole processate bisogna separare dal carico 60.000 tonnellate di terra.

### Controllo sul raccolto

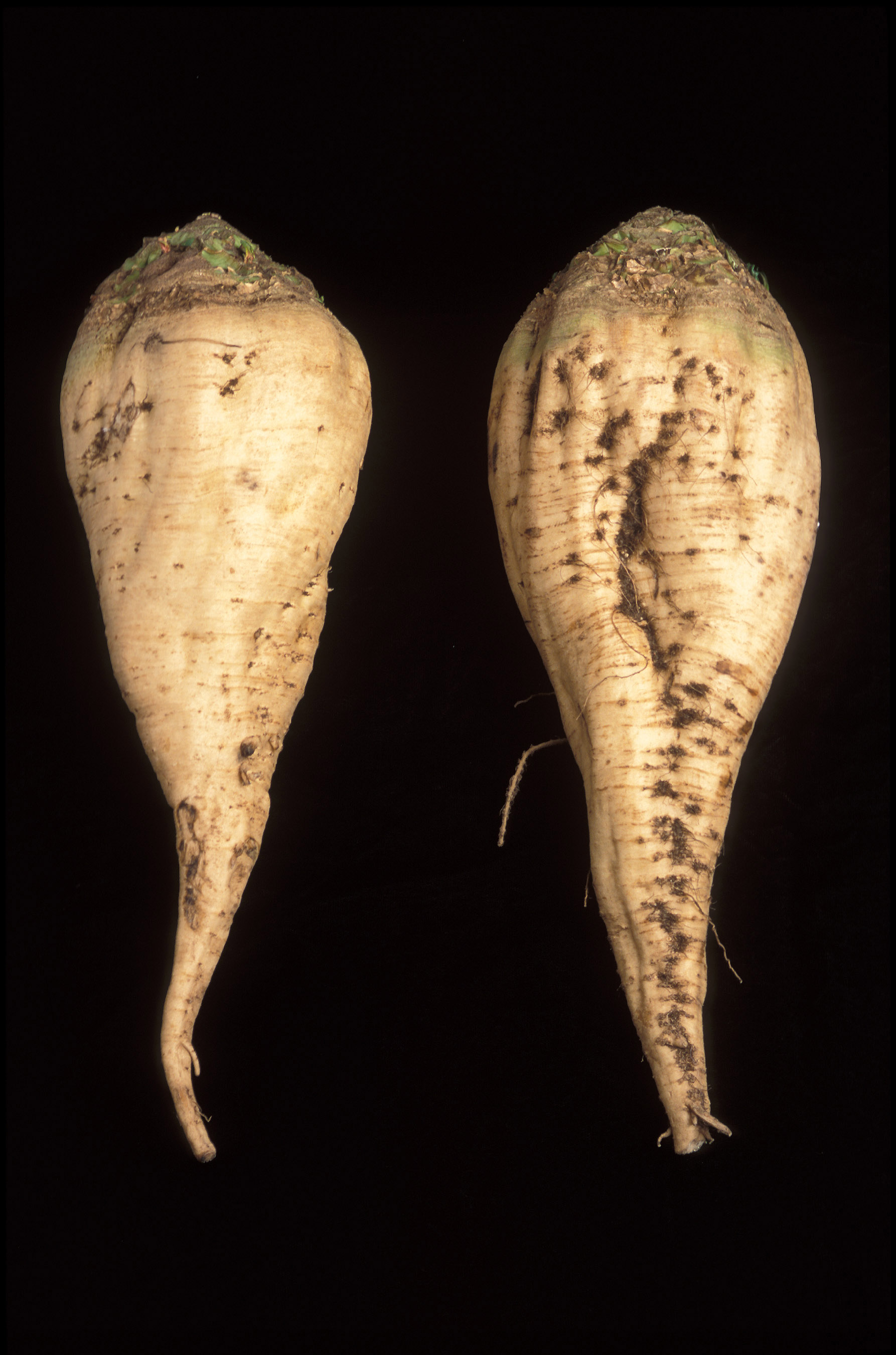
Due radici di barbabietola da zucchero

La parte della barbabietola che interessa la produzione dello zucchero è la radice, grossa, carnosa, lunga fino a 20 cm, di colore grigiastro, con rugosità trasversali nella parte superiore e due solchi longitudinali (detti "solchi saccariferi"). Il fogliame esterno, che cresce fuori terra e una volta veniva usato come foraggio, non interessa la produzione di zucchero e viene quindi eliminato.
Dopo il raccolto, viene fatta una campionatura delle radici di barbabietola per accertare:
- la parte non utile giunta con il carico
- il contenuto di saccarosio
- il contenuto di azoto, per suggerimenti futuri al coltivatore sull'uso dei fertilizzanti.

I dati raccolti vengono utilizzati per determinare il prezzo da pagare al coltivatore per il raccolto fornito. Quindi il carico viene portato nello stabilimento di lavorazione.

### Prelievo dal parco materie prime
Lo scarico nel parco materie prime dello stabilimento viene effettuato tramite piattaforme ribaltabili e nastri trasportatori che provvedono a insilare il prodotto. Con getti d'acqua ad alta pressione le barbabietole vengono successivamente prelevate dai silo e inviate in fabbrica per la lavorazione tramite canalette e pompe. Lungo delle canalette si provvede anche al diserbamento (eliminazione delle erbe scaricate con le bietole), allo spietramento (eliminazione di pietre, sassi e terra) e al lavaggio.

### Trinciatura

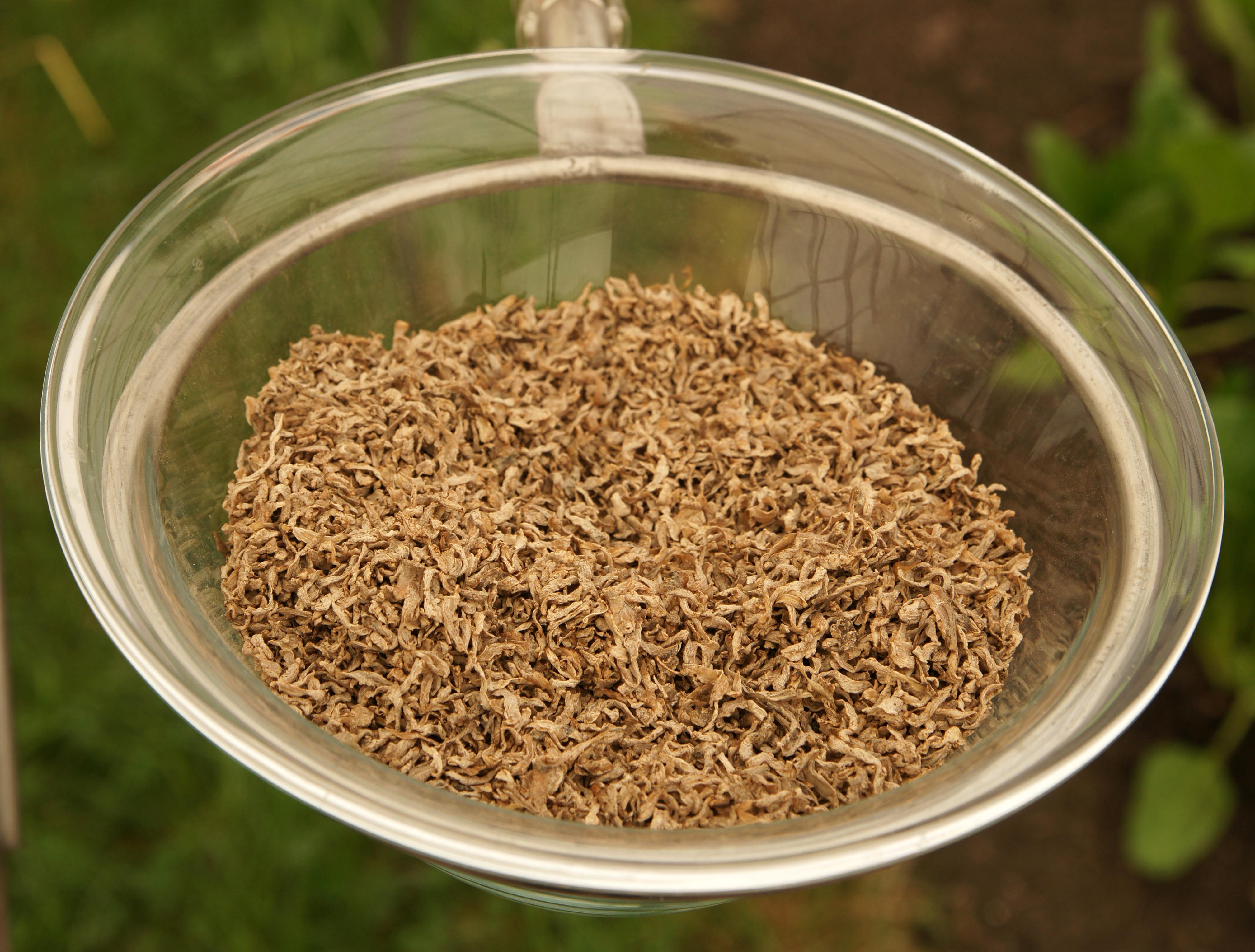
Strisce di barbabietola da zucchero

Segue la trinciatura, svolta attraverso un macchinario chiamato "tagliaradici" tramite il quale vengono affettate meccanicamente in strisce trapezoidali di dimensioni 4×2 mm, dette fettucce (in inglese cossettes). Per valutare la qualità del taglio si utilizza il cosiddetto "numero di Silin", che è pari alla lunghezza espressa in metri di una fila di 100 grammi di fettucce e deve risultare pari a 10-16 metri.

### Diffusione
Le fettucce passano poi dai "diffusori" per l'estrazione dello zucchero contenuto in soluzione acquosa. I diffusori sono estrattori solido-liquido a ciclo continuo (orizzontali o verticali) lunghi parecchi metri, disposti solitamente in serie e in controcorrente con il solvente (in quanto le strisce di barbabietola si muovono in una direzione mentre l'acqua calda va in direzione opposta). Le polpe esaurite escono da un lato per poi essere pressate e successivamente essiccate, mentre il sugo greggio esce dal lato opposto con una concentrazione di zucchero del 13-15%. Il moto può essere generato da una vite rotante o da una unità rotante intera con acqua e strisce che si muovono in camere interne.
Le fettucce all'interno dei diffusori vengono prima riscaldate ad una temperatura intorno a 70-78 °C per circa 5 minuti in modo da aprire le cellule vegetali, quindi l'estrazione vera e propria avviene intorno a 69-73 °C. Tale abbassamento di temperatura durante il processo di estrazione viene eseguito in quanto per temperature troppo elevate si rischierebbe che oltre al saccarosio si sciolgano nell'acqua anche altre sostanze organiche e minerali contenute nei tessuti vegetali, che andrebbero ad abbassare la concentrazione di saccarosio in acqua. Durante il processo di estrazione si aggiungono inoltre disinfettanti per inibire l'azione di batteri presenti nel suolo di raccolta che altrimenti deteriorerebbero lo zucchero.
Il sugo che si ottiene contiene circa l'11-15% di zucchero, mentre la polpa (fettucce esauste) contiene l'88-92% di acqua e per questo viene inviata al pressapolpe per ridurre la percentuale intorno a 65-88%.
Ci sono tre tipi di progetto identico di diffusore: il rotore orizzontale "RT" (produttore: Raffinerie Tirlemontoise), la vite rotante inclinata "DDS" (in danese: De Danske Sukkerfabrikker) e la torre rotante verticale. I moderni impianti a torre hanno una capacità produttiva di 17.000 tonnellate al giorno. Un sistema meno utilizzato usa una cinghia che muove le strisce e l'acqua viene pompata dalla sommità della cinghia verso il basso. Il rapporto fra volumi di acqua e strisce di radice di barbabietola, in ogni sistema, è pari a circa 1:2.
Le strisce impiegano circa 70-75 minuti per attraversare il diffusore, l'acqua solo 45 minuti. Questi sono tutti metodi di scambio in controcorrente che estraggono più zucchero dalle strisce di barbabietola usando una minore quantità di acqua rispetto ad una semplice, lunga immersione in un serbatoio di acqua calda. Il liquido che esce dal diffusore viene chiamato "succo grezzo". Il suo colore va dal nero al rosso scuro, secondo il livello di ossidazione, che dipende a sua volta dal tipo di diffusore.
L'insieme dei residui delle strisce, detto pulp, esce dal diffusore in una miscela con circa il 95% di umidità ma con basso contenuto zuccherino. Usando delle presse a vite, il pulp viene premuto fino al raggiungimento del 75% di umidità. Ciò consente un ulteriore recupero di saccarosio e riduce la quantità necessaria per essiccare il pulp. Esso viene infatti deumidificato per venire poi venduto come alimento per animali. Il liquido recuperato come saccarosio viene mescolato al succo grezzo o, più spesso, introdotto nel diffusore in un appropriato punto del processo di scambio in controcorrente. Il residuo secondario finale, chiamato Vinasse, viene utilizzato come fertilizzante o come substrato di crescita per colture di fermenti.
Durante la diffusione vi è un livello limite oltre il quale il saccarosio diviene saccarosio invertito. Ciò può provocare un'ulteriore trasformazione in acidi. Questo fenomeno non conduce solo ad una perdita di saccarosio ma ha anche effetti di riduzione della produzione finale di zucchero nello stabilimento. Per limitare l'azione dei batteri termofili, l'acqua utilizzata può essere addizionata con formaldeide e viene anche utilizzato il controllo del pH dell'acqua. Vi sono stati tentativi di eseguire la diffusione in ambiente alcalino, ma il procedimento si è rivelato problematico.

### Carbonatazione

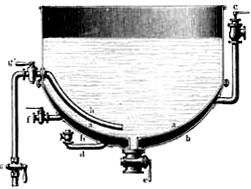
Schema di apparecchiatura utilizzata per svolgere il processo di carbonatazione ("defecazione") dello zucchero.

La carbonatazione è un processo che toglie le sostanze estranee (non zuccheri) dal succo grezzo prima che questo subisca la cristallizzazione. Tale processo è necessario in quanto la presenza di tali impurezze impedirebbe la cristallizzazione dello zucchero.
Un primo processo di depurazione con latte di calce (una miscela di idrossido di calcio ed acqua) viene svolto in due fasi, dette predefecazione e defecazione. Prima il succo viene miscelato con latte di calce, che provoca la precipitazione di numerose impurità, compresi gli anioni come il solfato, il fosfato, il citrato e l'ossalato, che precipitano come i loro sali di calcio e le grosse molecole organiche come proteine, saponine e pectine, che si aggregano in presenza di cationi polivalenti. In più, la situazione alcalina converte gli zuccheri semplici quali il glucosio e il fruttosio, insieme all'aminoacido glutammina, nei chimicamente stabili acidi carbossilici. Lasciati tali, questi zuccheri ed ammine frustrerebbero infine la cristallizzazione del saccarosio.
Il precipitato così ottenuto non è facilmente filtrabile, per cui si manda una corrente di anidride carbonica senza però raggiungere la completa carbonatazione, allo scopo di fare precipitare il latte di calce. Le particelle calcaree intrappolano alcune impurità e ne adsorbono altre.
Si effettuano quindi le operazioni di filtrazione per eliminare sia il carbonato di calcio formatosi sia le impurità trascinate da quest'ultimo. Successivamente viene aggiunta anidride solforosa per eliminare Ca2+ e K+ come solfati, i due cationi causano una maggiore formazione di melasso e per questo sono detti ioni melassigeni. Oltre ad eliminare questi ioni l'anidride solforosa decolora ulteriormente il sugo.
Ha inizio quindi un riciclo che aumenta le dimensioni delle particelle di calcio ed ha luogo un processo di flocculazione nel quale le particelle più pesanti scendono nei serbatoi (chiarificatori). Una conclusiva aggiunta di altra anidride carbonica fa precipitare ancora più calcio dalla soluzione: questo viene tolto mediante filtraggio, lasciando nei serbatoi una soluzione color marrone leggermente dorato chiamata thin juice (succo liquido, fluido).
Prima di iniziare la fase successiva il succo fluido può venir addizionato di carbonato di sodio, per modificare il pH, e subire una solfatazione con composti a base di zolfo per ridurre il cromatismo dovuto alla scomposizione dei monosaccaridi per effetto del calore.
Dopo aver filtrato ogni particella solida rimasta, lo sciroppo così "chiarificato" viene sbiancato facendolo passare su carbone attivo. In questa applicazione viene particolarmente usato il carbone animale. Le impurità colorate vengono adsorbite dal carbone.

### Evaporazione
Il succo sottile viene concentrato utilizzando un evaporatore a multiplo effetto per trasformarlo in succo denso a 70 °Bx (percentuale in peso di sostanza secca, zuccheri + non zuccheri), corrispondente circa al 63% in peso di saccarosio e simile, all'apparenza, allo sciroppo d'acero. Esso può venire immagazzinato in appositi serbatoi per una lavorazione successiva.

### Cristallizzazione
Il succo denso viene inviato alla cristallizzazione. Zucchero riciclato viene in esso disciolto e ne esce uno sciroppo chiamato "liquore madre". Il liquore viene ulteriormente concentrato tramite bollitura sotto vuoto in ampi recipienti (dette pentole del vuoto) e cristallizza in grani sottili. Questi crescono man mano che il liquore madre si forma attorno ad essi. La mistura di sciroppo e cristalli si chiama (in lingua francese) massecuite. Questa viene passata in centrifughe costituite da panieri forati che, ruotando a forte velocità, permettono di espellere il liquido, mentre i cristalli rimangono aderenti alle pareti interne. Lo sciroppo che rimane viene sciacquato con acqua ed i cristalli essiccati con aria calda. Lo sciroppo rimasto viene inserito in un altro processo di cristallizzazione dal quale esce un'altra "infornata" di cristalli di zucchero.
Lo zucchero così prodotto è uno zucchero grezzo e di bassa qualità, con molti colori ed impurità e la principale fonte che viene nuovamente disciolta nel liquore madre. Tale sciroppo di zucchero grezzo viene inviato nuovamente al cristallizzatore. Di qui esce altro zucchero di bassa qualità, chiamato AP sugar, anch'esso ridisciolto, decolorato con diossido di zolfo (anidride solforosa), filtrato, e poi subisce lo stesso procedimento descritto sopra di cottura e centrifugazione. Lo scolo, ovvero il liquido scartato dalle centrifughe, viene successivamente riconcentrato e centrifugato per recuperare lo zucchero contenuto. Il procedimento si ripete iterativamente con successivi ricicli di cristallizzazione e soluzione; ottenuta una quantità sufficiente di zucchero puro poi viene raffreddato e stoccato in silo o confezionato. L'ultimo scolo che non è più conveniente lavorare si chiama melasso e viene utilizzato normalmente in distilleria per la produzione di etanolo e come integratore alimentare per uso zootecnico.

### Produzione mondiale
| I dieci maggiori produttori - 2018 | I dieci maggiori produttori - 2018 | I dieci maggiori produttori - 2018 |
| --- | ---------------------------------- | ---------------------------------- |
| Paese | Produzione (Tonnellate)            | Note                               |
| Russia | 42.065.957                         |                                    |
| Francia | 39.579.925                         |                                    |
| Stati Uniti | 30.068.647                         |                                    |
| Germania | 26.191.400                         |                                    |
| Turchia | 18.900.000                         | F                                  |
| Polonia | 14.302.911                         |                                    |
| Ucraina | 13.967.700                         |                                    |
| Cina | 13.967.700                         |                                    |
| Egitto | 11.222.720                         |                                    |
| Regno Unito | 7.620.000                          |                                    |
| Mondo | 274.886.306                        | A                                  |
| P = cifre ufficiali, F = stime FAO, * = Non-ufficiali/Semi-ufficiali/dati speculari, C = Cifre calcolate A = Aggregati (possono comprendere cifre ufficiali, semi-ufficiali o stimate); Fonte: Organizzazione delle Nazioni Unite per l'Alimentazione e l'Agricoltura (FAO) |                                    |                                    |

## Impianti di produzione
Uno zuccherificio è una fabbrica dedita alla produzione di zucchero tramite depurazione, cristallizzazione e raffinazione degli estratti acquosi della canna da zucchero o della barbabietola. Lo zucchero greggio viene depurato nella raffineria, che è un impianto quasi sempre annesso allo stesso zuccherificio.

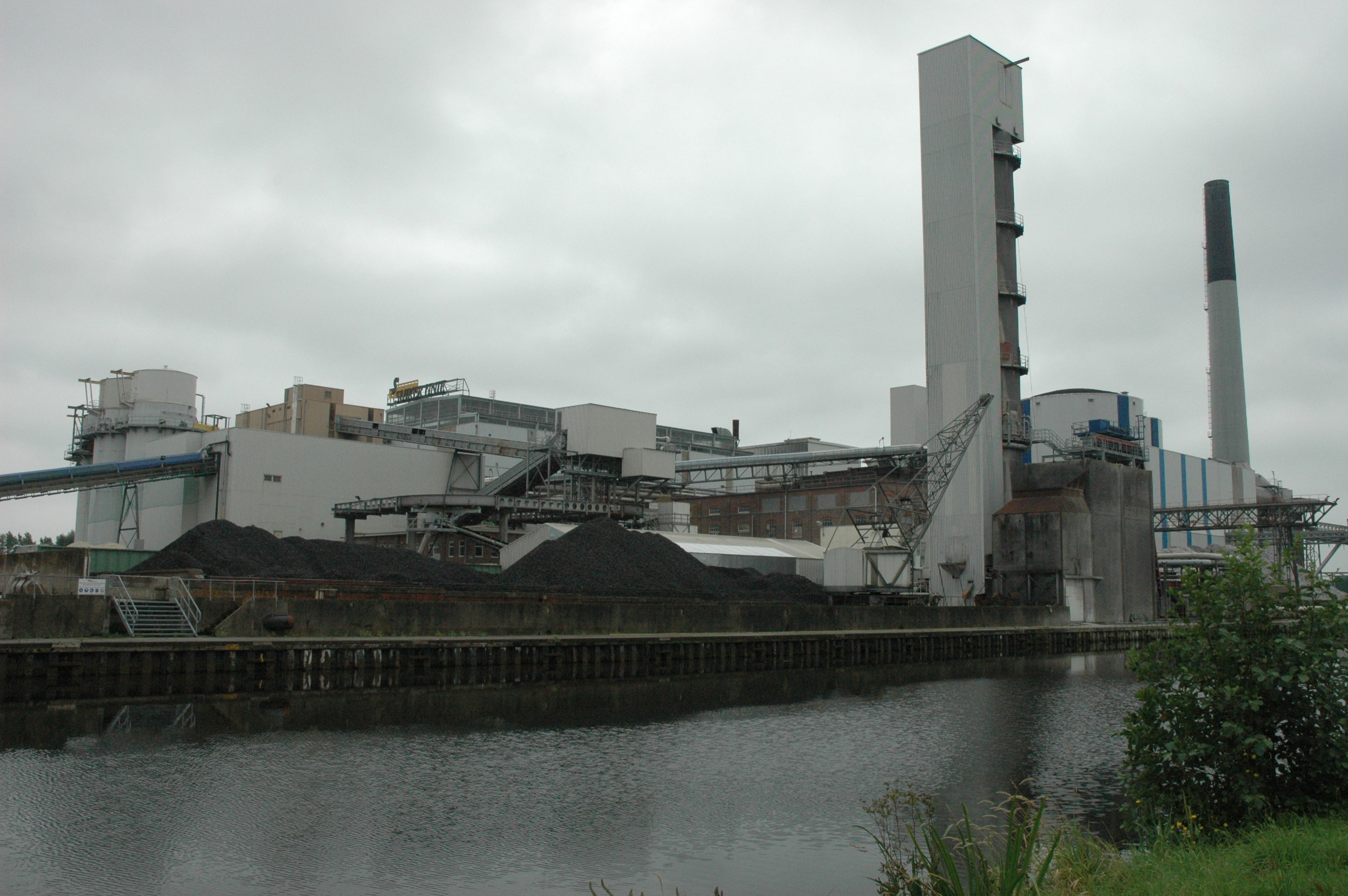
Una raffineria di zucchero a Groninga, Paesi Bassi.
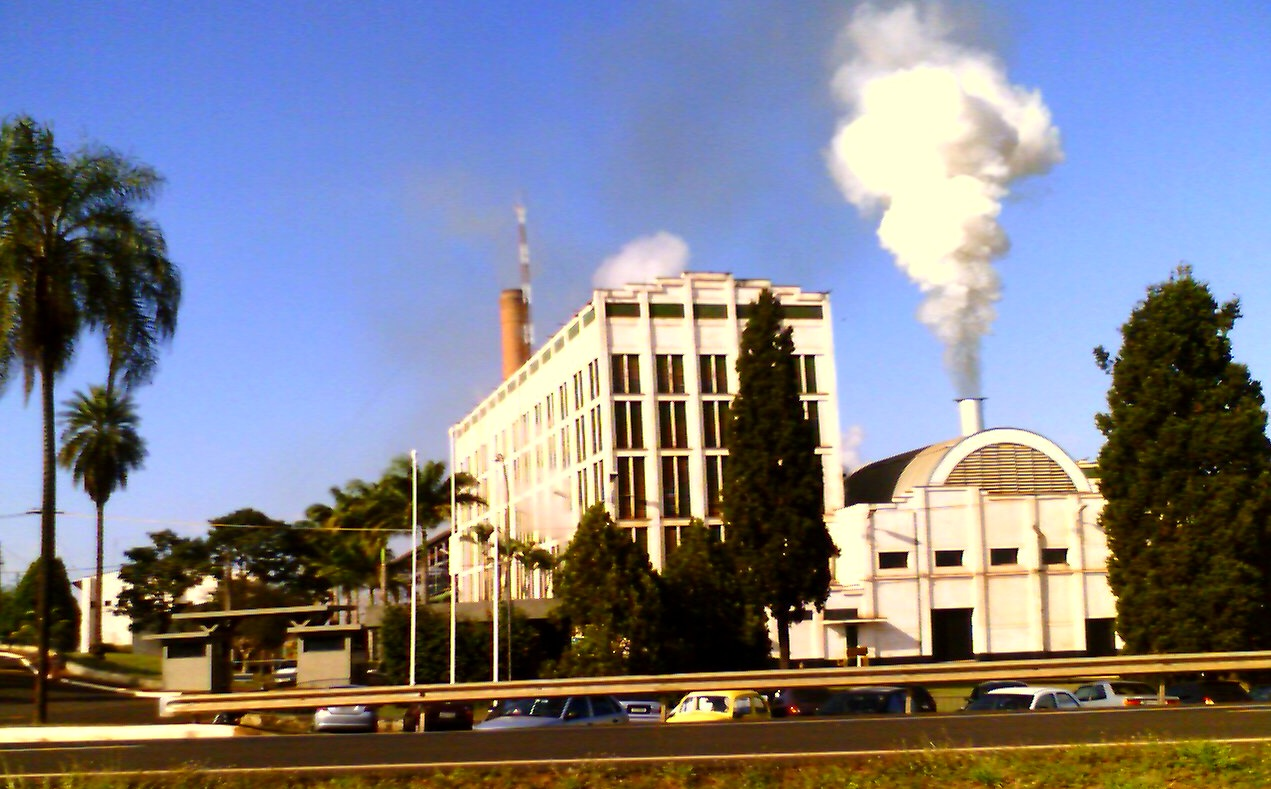
Impianto di lavorazione della canna da zucchero Santa Elisa a Sertãozinho, uno dei più grandi e più antichi del Brasile
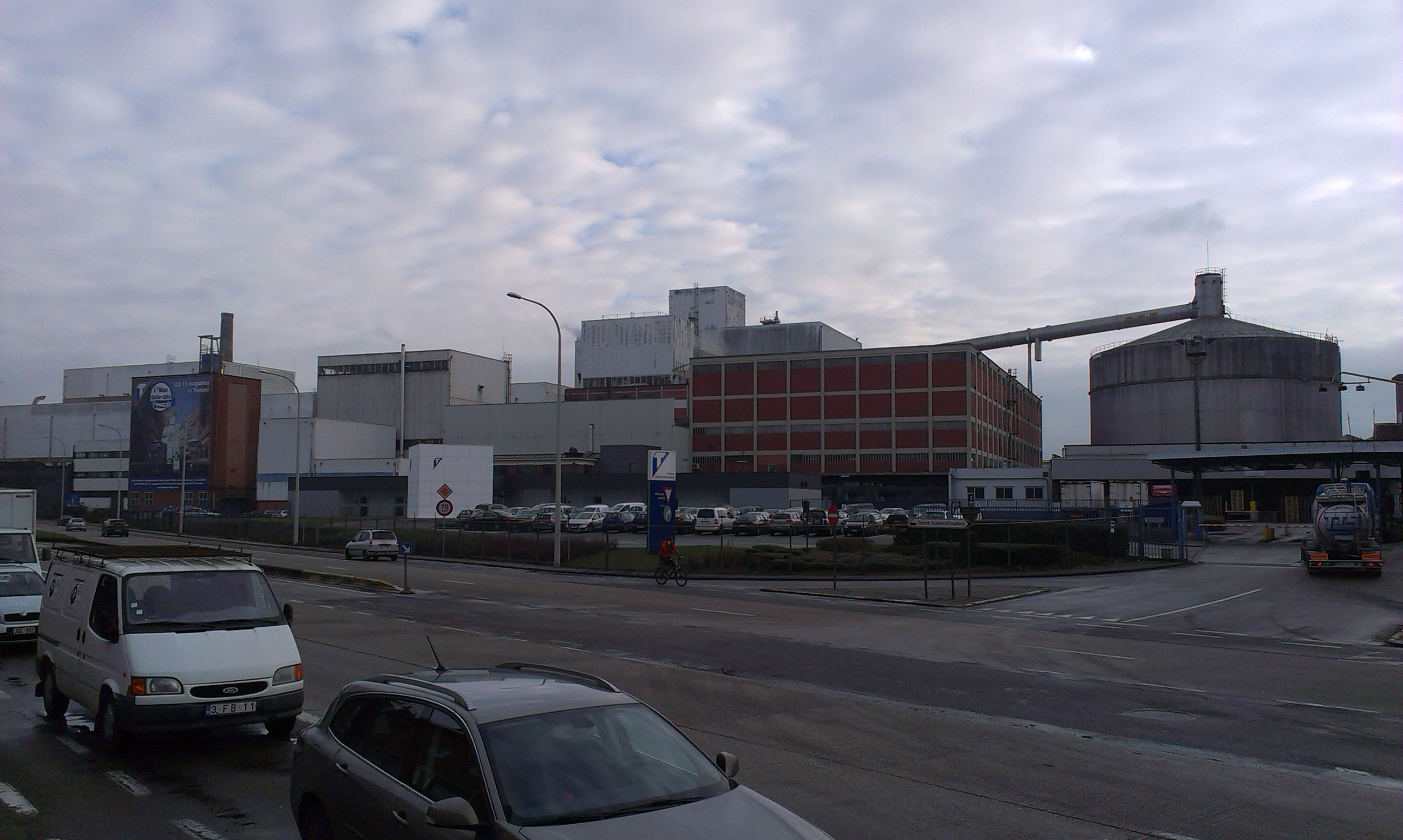
La raffineria di zucchero a Sint-Truiden, Belgio

## Utilizzo dei sottoprodotti
- Le polpe vengono essiccate e usate come mangimi per bovini e suini.
- I pannelli dei filtri o schiume possono essere usate come ammendante per terreni acidi dato che contiene una sufficiente quantità di azoto.
- La bagassa viene utilizzata in parte come combustibile all'interno della stessa raffineria e le eccedenze usate in edilizia e nell'industria della carta.
- La melassa (o melasso) può avere vari usi. Con un trattamento con calce può dare ancora saccarosio, dato che ne contiene il 50%. Diluito e addizionato di protidi e lipidi viene utilizzato per l'alimentazione animale. Un uso più recente ed in via di sviluppo è quello nell'industria delle fermentazioni e in applicazioni biotecnologiche in generale.

## Acque di processo
L'industria del saccarosio (per quanto riguarda la barbabietola) necessita di grandi quantità di acqua, quindi l'economia del processo e la questione ambientale impongono dei ricircoli e una depurazione finale. Per questo vengono individuate nel processo tre linee di acqua classificate in base al trattamento e all'uso in ricircolo:
1. le acque di condensa e le acque di raffinazione derivanti dai riscaldatori e dai condensatori subiscono un raffreddamento (in torri di raffreddamento o vasche a spruzzo in cui parte dell'acqua evapora raffreddando la restante) e una clorazione e vengono ricircolate come acque di processo;
2. le acque di lavaggio delle barbabietole e delle apparecchiature e le acque dal pressapolpe subiscono una chiariflocculazione e una clorazione e vengono ricircolate per gli stessi processi;
3. le acque di fine campagna, che alla fine del processo hanno un BOD di 4000 mg/L vengono inviate ad un impianto di depurazione biologico (quasi sempre aerobico) e scaricate.

## Alternative
Fra le alternative naturali si ricordano: miele, zucchero di canna integrale, succo d'agave, sciroppo d'acero, malto d'orzo, melassa, sciroppo di riso, sciroppo di mais, succo d'uva, amasake e la stevia.